# Longstaff Peaks
Das Longstaff Peaks sind eine Reihe hoher Berggipfel in der antarktischen Ross Dependency. Im nordzentralen Teil der Holland Range ragen sie unmittelbar westlich des Davidson-Gletschers auf.
Die Südgruppe der Discovery-Expedition (1901–1904) um den britischen Polarforscher Robert Falcon Scott entdeckten sie. Scott benannte sie irreführend als Mount Longstaff nach Llewellyn Wood Longstaff (1841–1918), dem privaten Hauptgeldgeber der Forschungsreise. Das New Zealand Antarctic Place-Names Committee passte diese Benennung der eigentlichen Natur des geographischen Objekts an.